# Mydaea longiseta
Mydaea longiseta este o specie de muște din genul Mydaea, familia Muscidae. A fost descrisă pentru prima dată de Wulp în anul 1896. Conform Catalogue of Life specia Mydaea longiseta nu are subspecii cunoscute.